# Álvaro Pereira
Álvaro Daniel Pereira Barragán (Montevidéu, 28 de novembro de 1985) é um ex-futebolista uruguaio que jogava como lateral-esquerdo ou meia-esquerdo.

## Carreira

### Miramar Misiones
Alvaro Pereira ou "Palito" começou sua carreira no Miramar Misiones em 2003.

### Quilmes
Em 2005 deixa o Uruguai foi para o time argentino Quilmes começando sua carreira internacional.

### Argentinos Juniors
Após o Quilmes ser rebaixado da Primeira Divisão Argentina no fim da temporada 2006-2007, ele transferiu-se para o Argentinos Juniors.

### CFR Cluj
Em 2008 foi comprado por 2,5 milhões euros pelo CFR Cluj, campeão romeno na época. Suas exibições despertaram a cobiça de vários clubes, entre eles o  Benfica e  Porto, ambos de Portugal.

### Porto
A disputa pelo lateral foi vencida pelo Porto que em  4 de junho de 2009 adquiriu 80% dos direitos desportivos de Álvaro Pereira por 4,5 milhões de Euros.

### Internazionale
No dia 23 de agosto de 2012, foi confirmada sua contratação pela Internazionale, da Itália, por 10 milhões de euros, podendo aumentar para 15 milhões.

### São Paulo
Em 20 de janeiro de 2014, foi confirmado seu empréstimo ao São Paulo por 18 meses (ou seja, um ano e meio). clube desembolsou €1 milhão pelo uruguaio - se quiserem mantê-lo em definitivo em seu plantel, os brasileiros terão de pagar mais €7 milhões aos Nerazurri. O atleta foi, inclusive, elogiado por seu novo treinador, Muricy Ramalho. Marcou seu primeiro gol numa bela cobrança de falta, no empate por 1-1 diante do São Bernardo.

### Estudiantes
Por conta de um problema pessoal enfrentado pela família da esposa do jogador, que é argentina, Álvaro decide retornar ao futebol de tal país. Em 22 de janeiro de 2015 ele recebe a liberação do São Paulo para jogar no Estudiantes. Houve compensação financeira para a liberação do jogador.

## Seleção Nacional
Estreou pela Seleção Uruguaia principal em 19 de novembro de 2008 em partida amistosa contra a França.
Em 2011, participou da Copa América e foi um dos principais jogadores da "celeste" marcando 2 gols: 1 contra Chile e outro contra o México. Na partida final, os uruguaios se sagraram campeões do torneio.
| #  | Data                    | Local                                            | Oponente      | Placar | Resultado | Competição                  |
| -- | ----------------------- | ------------------------------------------------ | ------------- | ------ | --------- | --------------------------- |
| 1. | 11 de fevereiro de 2009 | June 11 Stadium, Tripoli, Líbia                  | Líbia         | 3 – 2  | 3–2       | Amistoso                    |
| 2. | 27 de maio de 2010      | Estádio Centenário, Montevidéu, Uruguai          | Israel        | 2 – 1  | 4–1       | Amistoso                    |
| 3. | 16 de junho de 2010     | Loftus Versfeld Stadium, Pretória, África do Sul | África do Sul | 3 – 0  | 3–0       | Copa do Mundo de 2010       |
| 4. | 8 de julho de 2011      | Estádio Malvinas Argentinas, Mendoza, Argentina  | Chile         | 1 – 0  | 1–1       | Copa América 2011           |
| 5. | 12 de julho de 2011     | Estádio Ciudad de La Plata, La Plata, Argentina  | México        | 1 – 0  | 1–0       | Copa América 2011           |
| 6. | 5 de março de 2013      | Wörthersee Stadion, Klagenfurt, Áustria          | Áustria       | 1 – 1  | 1–1       | Amistoso                    |
| 7. | 17 de novembro de 2015  | Estádio Centenário, Montevidéu, Uruguai          | Chile         | 2 – 0  | 3–0       | Elim. Copa do Mundo de 2018 |

## Títulos
Porto
- Supertaça de Portugal: 2009, 2010, 2011
- Campeonato Português (1): 2010–11, 2011-12
- Liga Europa da UEFA: 2010–11
- Taça de Portugal: 2009–10, 2010–11

Seleção Uruguaia
- Copa América: 2011

## Prêmios Individuais
- Melhor lateral-esquerdo da Copa América: 2011
- Seleção da Copa América: 2011
- Melhor lateral-esquerdo do Campeonato Paulista - Série A1: 2014
- Seleção do Campeonato Paulista - Série A1: 2014
- Seleção do Campeonato Brasileiro - Troféu Mesa Redonda: 2014